# Другий естакадний міст (Калінінград)
Другий естакадний міст — міст в Калінінграді. Міст перетинає обидва русла Преголи і проходить над Жовтневим островом, з'єднуючи вулицю 9 квітня в правобережній частині міста з вулицями Дзержинського та Жовтнева в лівобережній частині. Загальна протяжність — 1883 м. Міст має по три смуги руху в кожну сторону і з'їзди на Московський проспект.

## Історія
Будівництво моста було розпочато в 1985 році і велося до 1992 року, після чого будівництво було заморожено у зв'язку з припиненням фінансування. Були побудовані прольоти над обома руслами Преголи.
У 2005 році інститут «Гіпростроймост» із Санкт-Петербурга розробив проєкт завершення будівництва мосту. Згідно з цим проєктом загальна довжина моста повинна скласти 1,6 км, ширина — 30—32 м, міст повинен мати вісім смуг для автомобільного руху. Проєкт передбачає пішохідні спуски з мосту на острів у районі вулиць Генерала Карбишева і Генерала Павлова. Загальна вартість завершення будівництва мосту, з урахуванням витрат на розселення будинків, які потрапляють в зону знесення, була оцінена більш ніж в три мільярди рублів.
Роботи з добудови моста почалися у 2006 році. Протягом 2006 року на будівництво мосту було виділено 280 мільйонів рублів (200 мільйонів із міського бюджету і 80 мільйонів з федерального). Через недостатнє фінансування роботи були знову припинені у 2008 році.
У першій половині 2011 року почалося функціонування з'їздів з вул. 9 квітня на Московський проспект (частина розв'язки моста). У грудні 2011 року по мосту було відкрито автомобільний рух. Частину вул. Дзержинського, що проходить під мостом, і вулиці Жовтневої стали односторонніми.

## Нині
Нині (2012 рік) міст функціонує, пов'язуючи вулиці Дзержинського, Жовтнева, 9 квітня. Ведуться проєктні роботи по влаштуванню з'єднання моста з вулицею А. Невського. У перспективі плануються пішохідні сходи і з'їзди на острів. Рух міського громадського транспорту поки не відкрито.

## Лінки
- Фотоотчёт истории строительства моста [Архівовано 5 березня 2016 у Wayback Machine.]
- Відновити будівництво естакадного моста в Калінінграді вартістю понад 3 млрд руб планується в 2006 р.
- Фінансування будівництва другого естакадного моста в Калінінграді[недоступне посилання з серпня 2019]
- Як іде будівництво нового естакадного міста? // ТВ Россия-Калининград, 05.03.2007[недоступне посилання з квітня 2019]
- 19.04.2010: У Калінінграді почалася добудови другого естакадного міста.[недоступне посилання з квітня 2019]
- 19.04.2010: У Калінінграді почалася добудови другого естакадного міста.[недоступне посилання з квітня 2019]
- Другий естакадний міст в Калінінграді добудують до 2012 року
- Міст на сайті компанії-підрядника [Архівовано 3 березня 2013 у Wayback Machine.]

- Помилка в первинному проекті